# Розенталь (Калачинский район)
Ро́зенталь — деревня в Калачинском районе Омской области России, в составе Великорусского сельского поселения.

## География
Деревня расположена в 56 км к югу от районного центра города Калачинска

## История
Основана в 1913 году. В 1928 г. выселок Семёновский (Неменовский) состоял из 26 хозяйств, основное население — немцы. В составе Семёновского сельсовета Ачаирского района Омского округа Сибирского края.

## Население
| 1970 | 1979 | 1989 | 2002 | 2010 |
| ---- | ---- | ---- | ---- | ---- |
| 366  | ↗395 | ↘368 | ↘298 | ↘180 |